# Hirschbachfälle

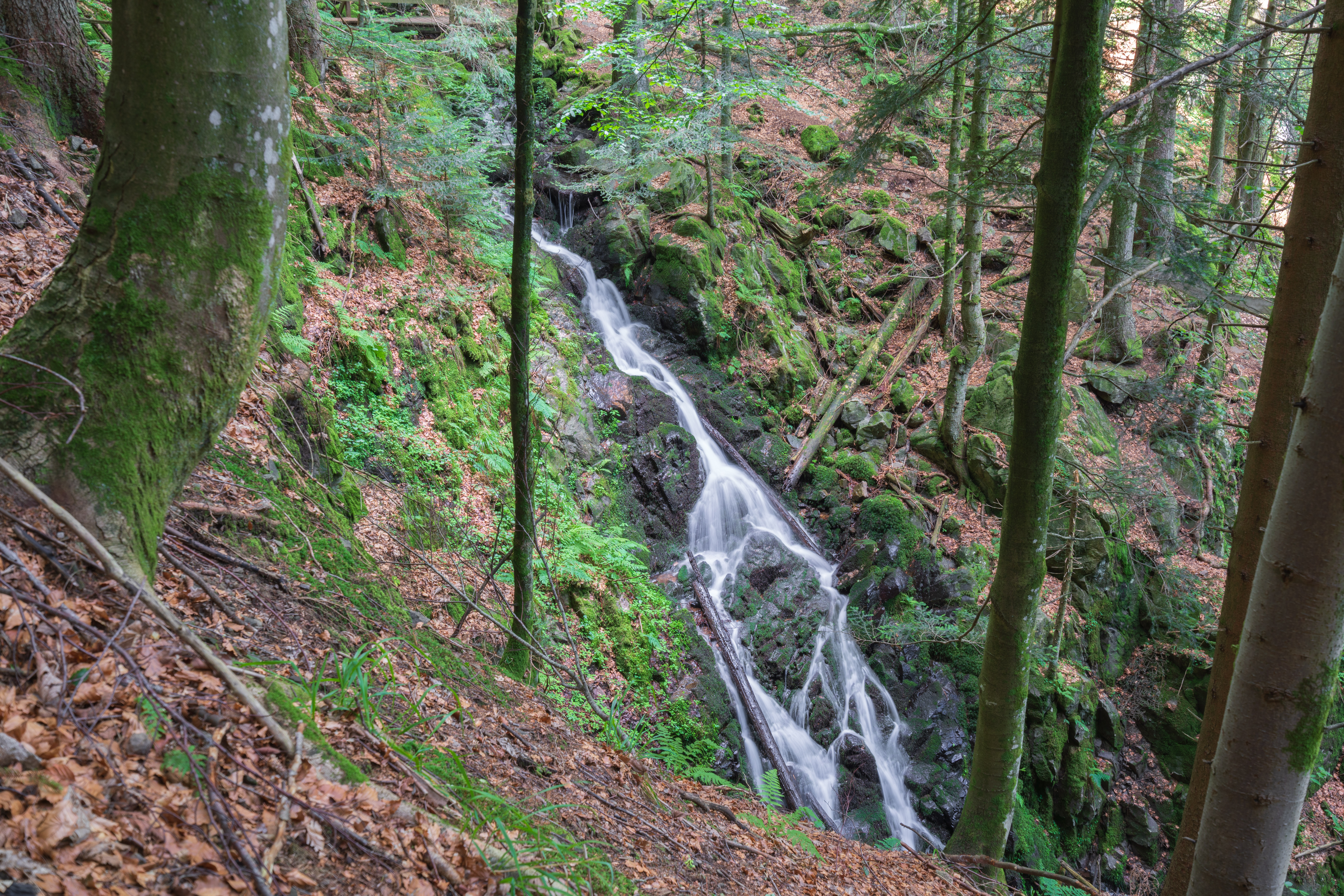
Hirschbachfall, Hauptstufen

Die Hirschbachfälle liegen zwischen St. Peter und Simonswald in dem Teil des Hochschwarzwaldes, der auch zum mittleren Schwarzwald gerechnet wird. In dem knapp 20 Meter hohen gestuften Hauptfall stürzt der Hirschbach in ein eiszeitliches Kar im Simonswälder Tal, wo er in den Zweribach mündet, einen Zufluss der Wilden Gutach. Zwei weitere kleinere Wasserfälle liegen 300 Meter bachaufwärts im Hochtal Gschwandersdobel.

## Landschaftlicher Rahmen
Der Schwarzwald ist für seinen Reichtum an Wasserfällen bekannt. Der Grund dafür liegt in den großen Höhenunterschieden auf kurzer Distanz, was im Besonderen auf die topographische Situation im Simonswälder Tal zutrifft. In der 300–700 Meter abfallenden westlichen Talflanke haben die starken eiszeitlichen Vergletscherungen Karwände entstehen lassen. In das mit über 300 Meter Tiefe größte dieser Kare stürzen die benachbarten, aus flachwelligen Hängetälern kommenden Bäche Hirschbach und Zweribach mit mehreren Wasserfällen hinab, wovon allerdings nur die Zweribachwasserfälle überregional bekannt sind. Das Kar ist als Bannwald und als Naturschutzgebiet Zweribach geschützt.

## Die Wasserfälle im Gschwandersdobel (obere Fälle)
Der Hirschbach stürzt am Ende des Hochtals, in dem sein Quellgebiet liegt, über eine durch die einstige Gletschertätigkeit verstärkte Talstufe und schneidet dabei das Kerbtal Gschwandersdobel ein. Darin bildet er eine drei Meter hohe Fallstufe auf 922 Metern Höhe und gut hundert Meter weiter eine knapp 5 Meter hohe Stufe auf 898 Metern Höhe.

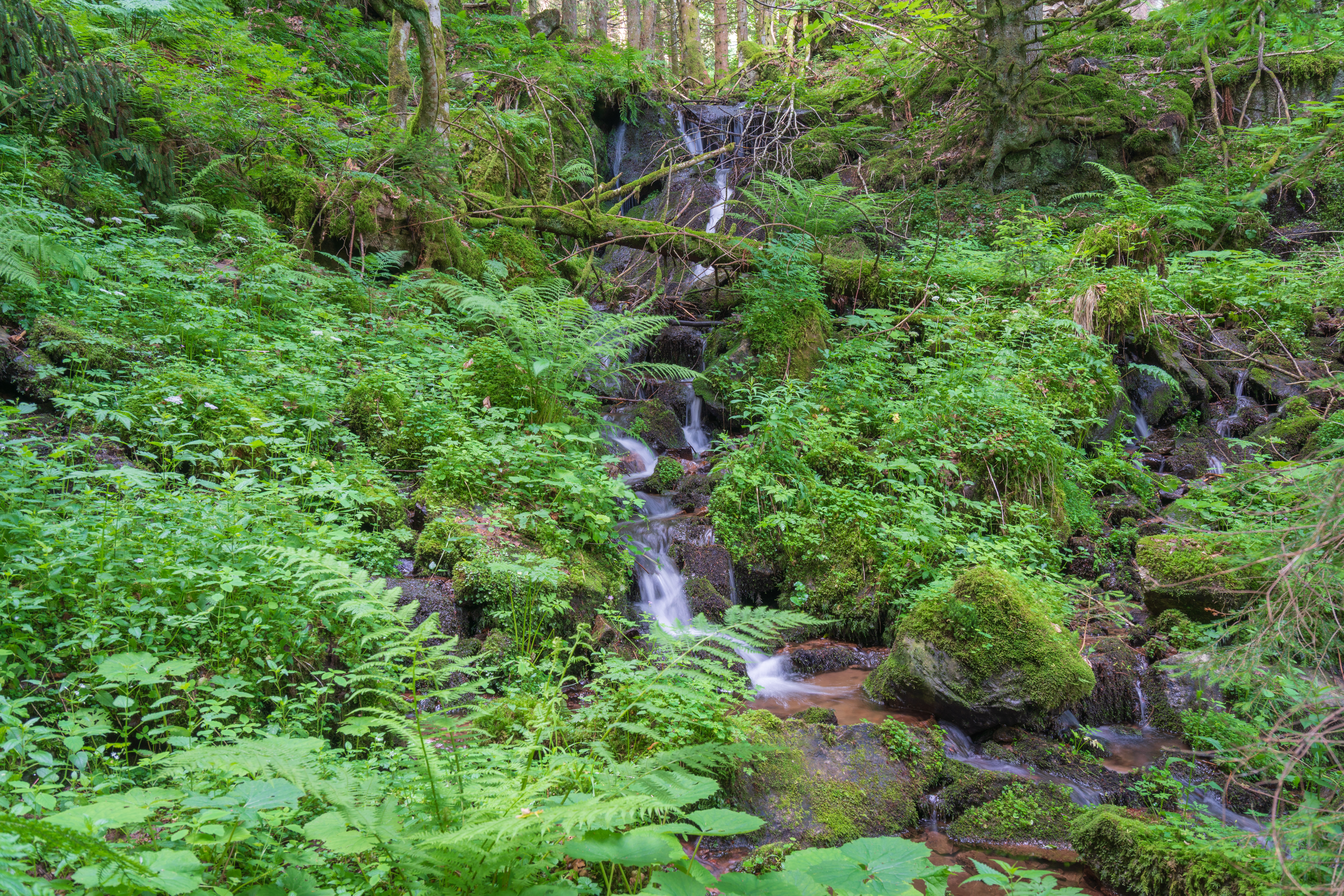
Oberer Wasserfall (3 m)
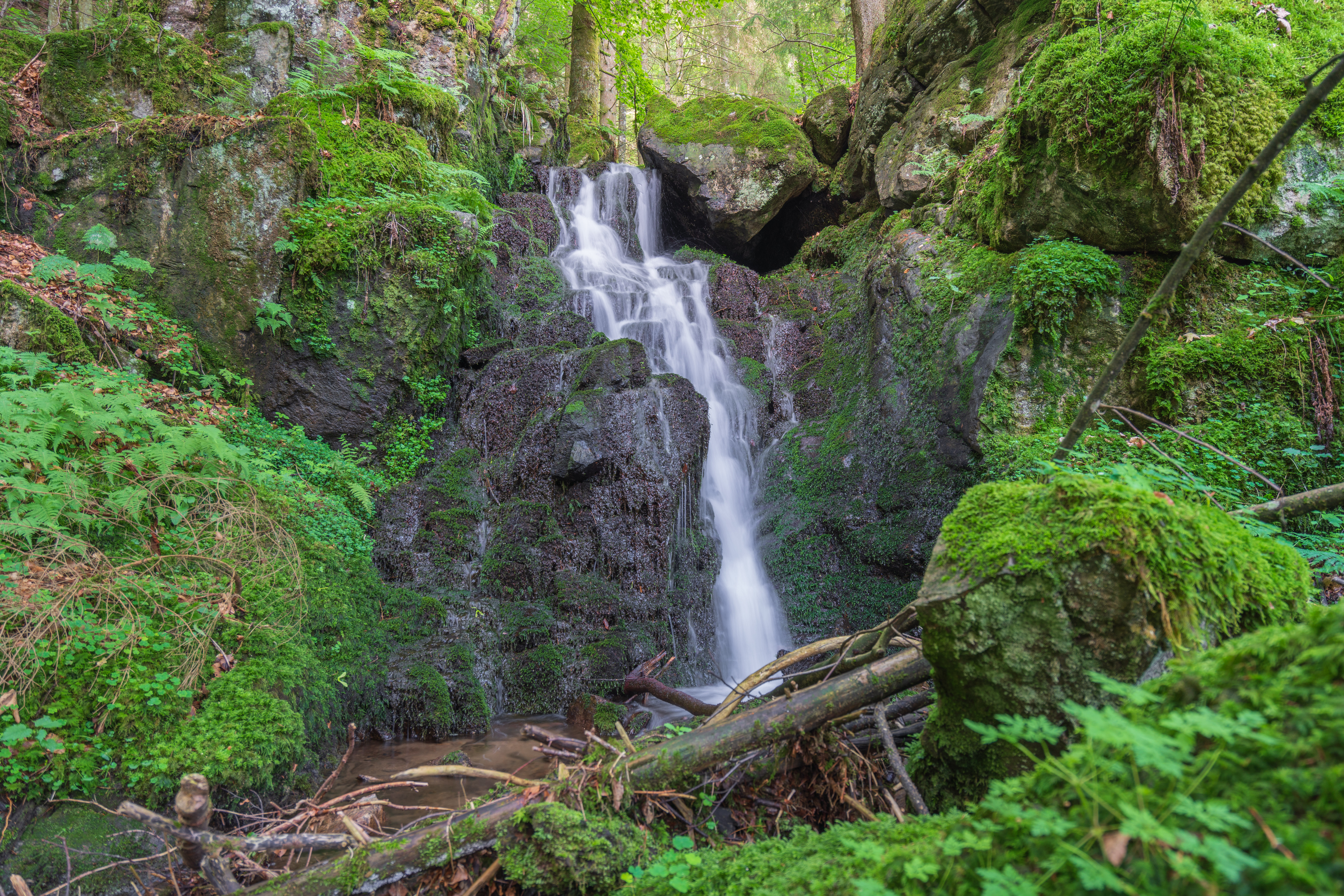
Unterer Wasserfall (5 m)

## Die Hauptstufen (untere Hirschbachfälle)
Der untere Hirschbachfall, der Hauptfall, stürzt von 863 Metern Höhe knapp 20 Meter tief in vier Stufen in das schroffe Groß-Kar hinab. Hierbei hat sich der Bach in die klippenreiche Karwand kerbtalartig eingeschnitten. Die Fälle sind der Beginn eines sehr steilen, blockreichen Sturzbachabschnitts, in dem der Bach etwa 120 Meter Höhe verliert.

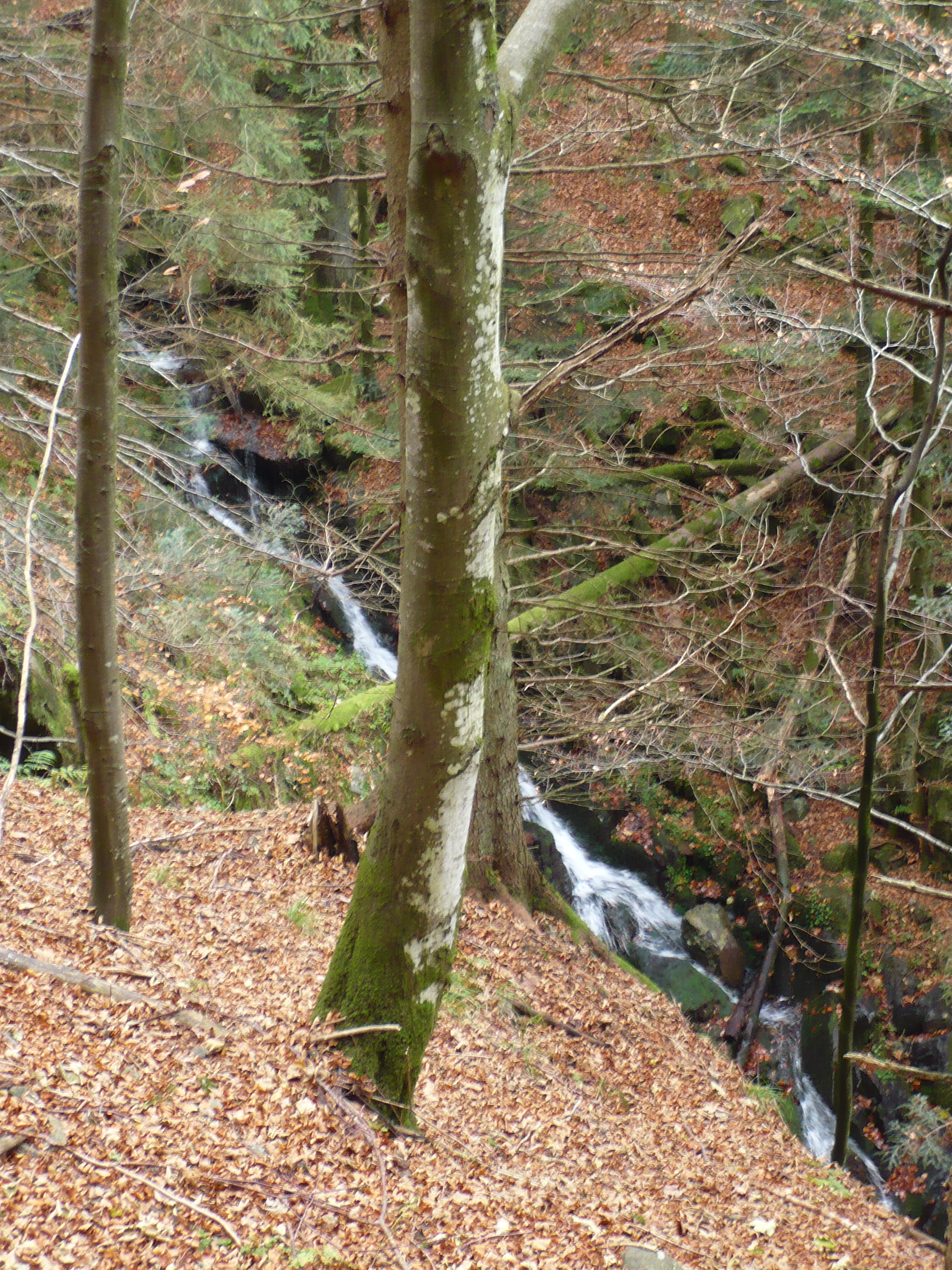
Hirschbachfälle (20 m)
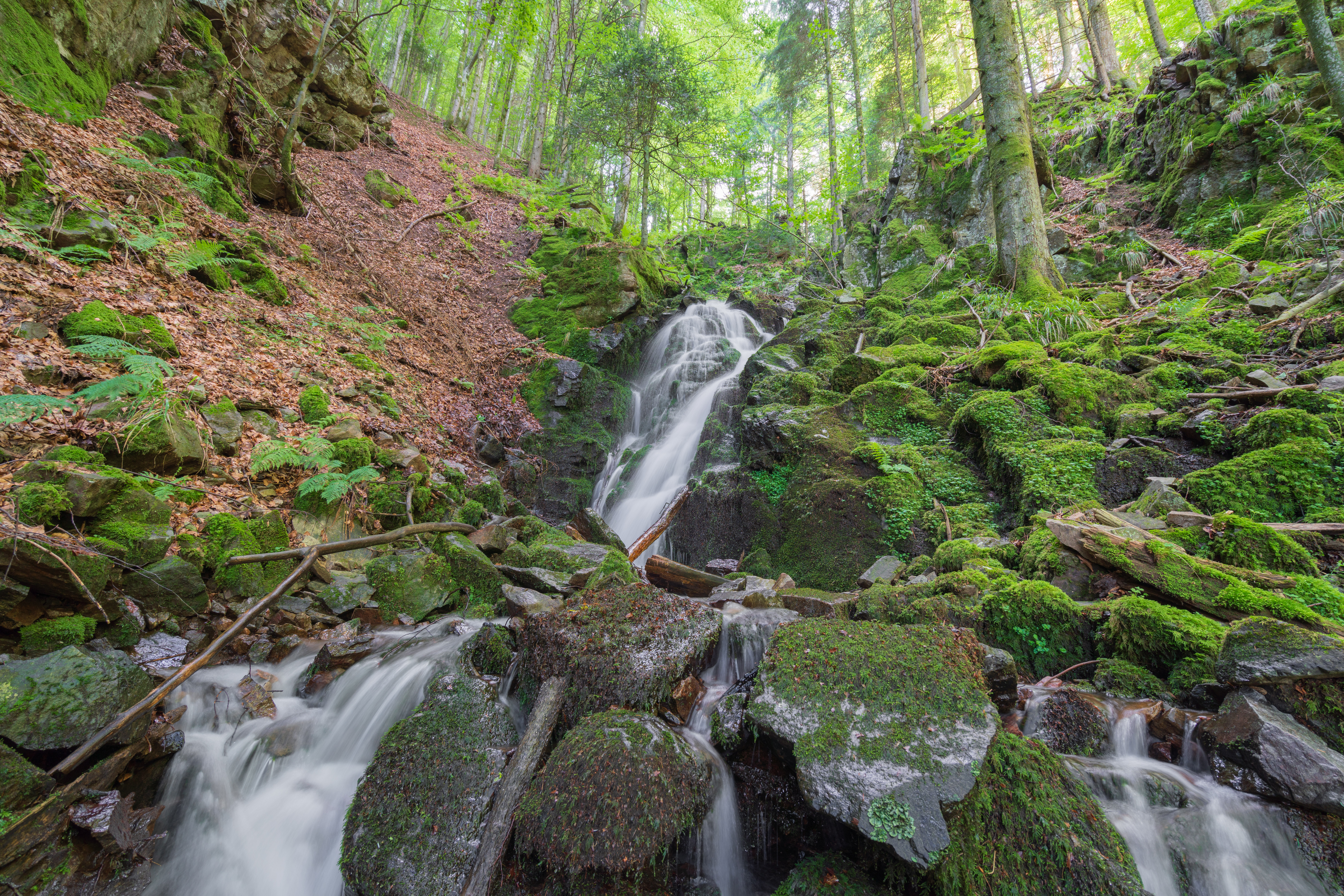
Hirschbachfälle im Kerbtal
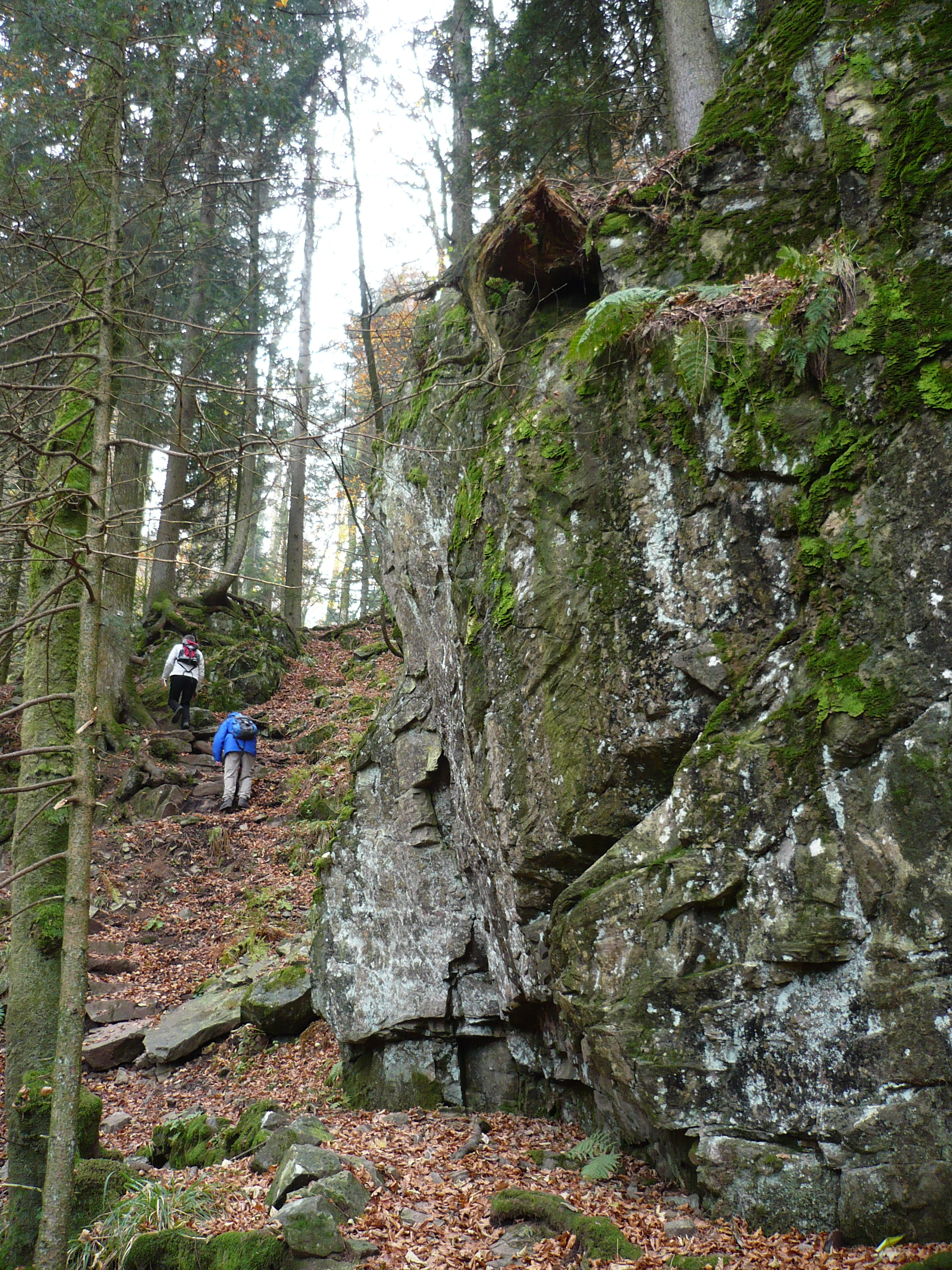
Felsensteig zwischen dem Hirschbachfall und den Zweribachwasserfällen
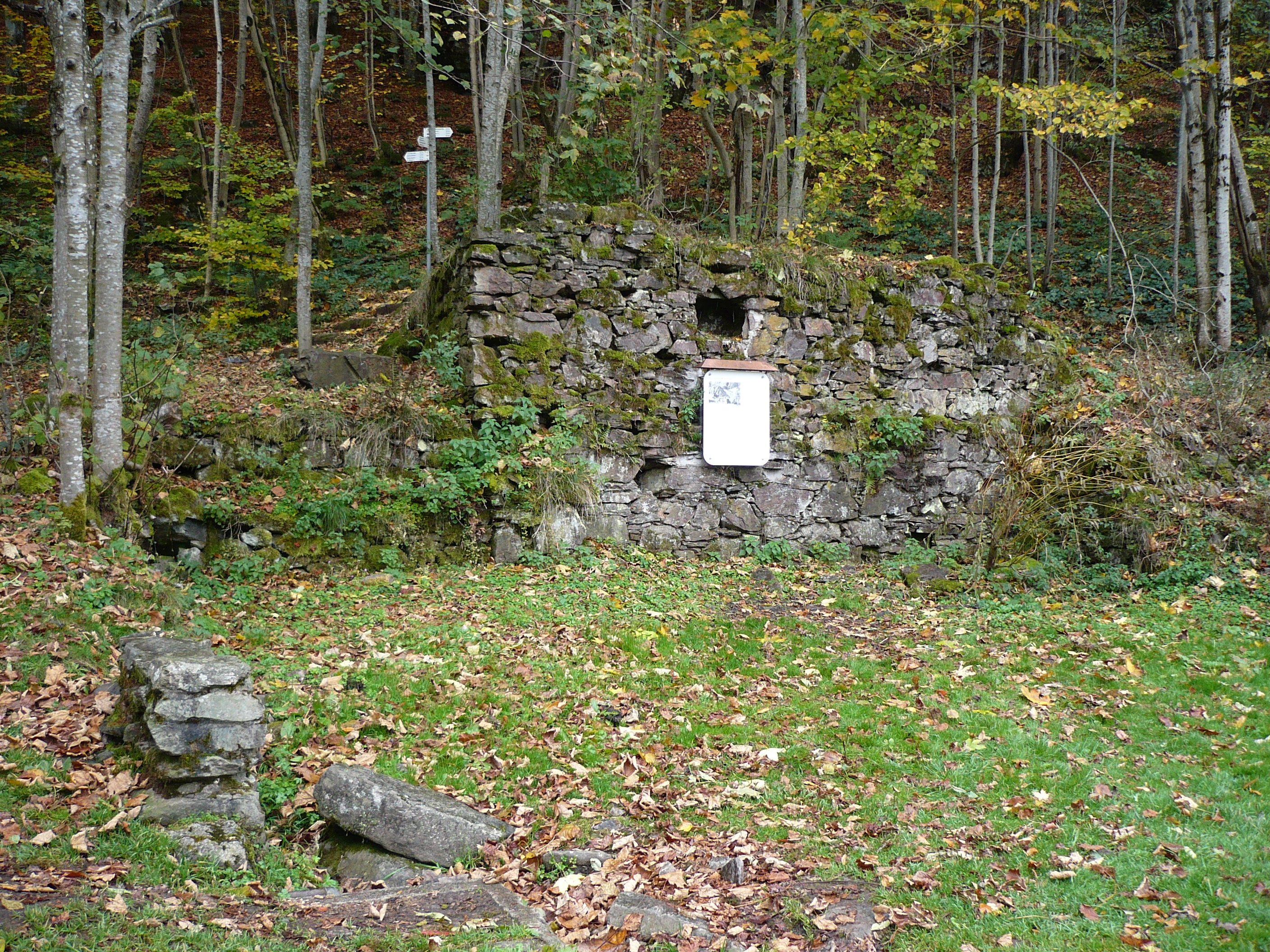
Reste des Brunnenhofes unterhalb des Hirschbachfalls
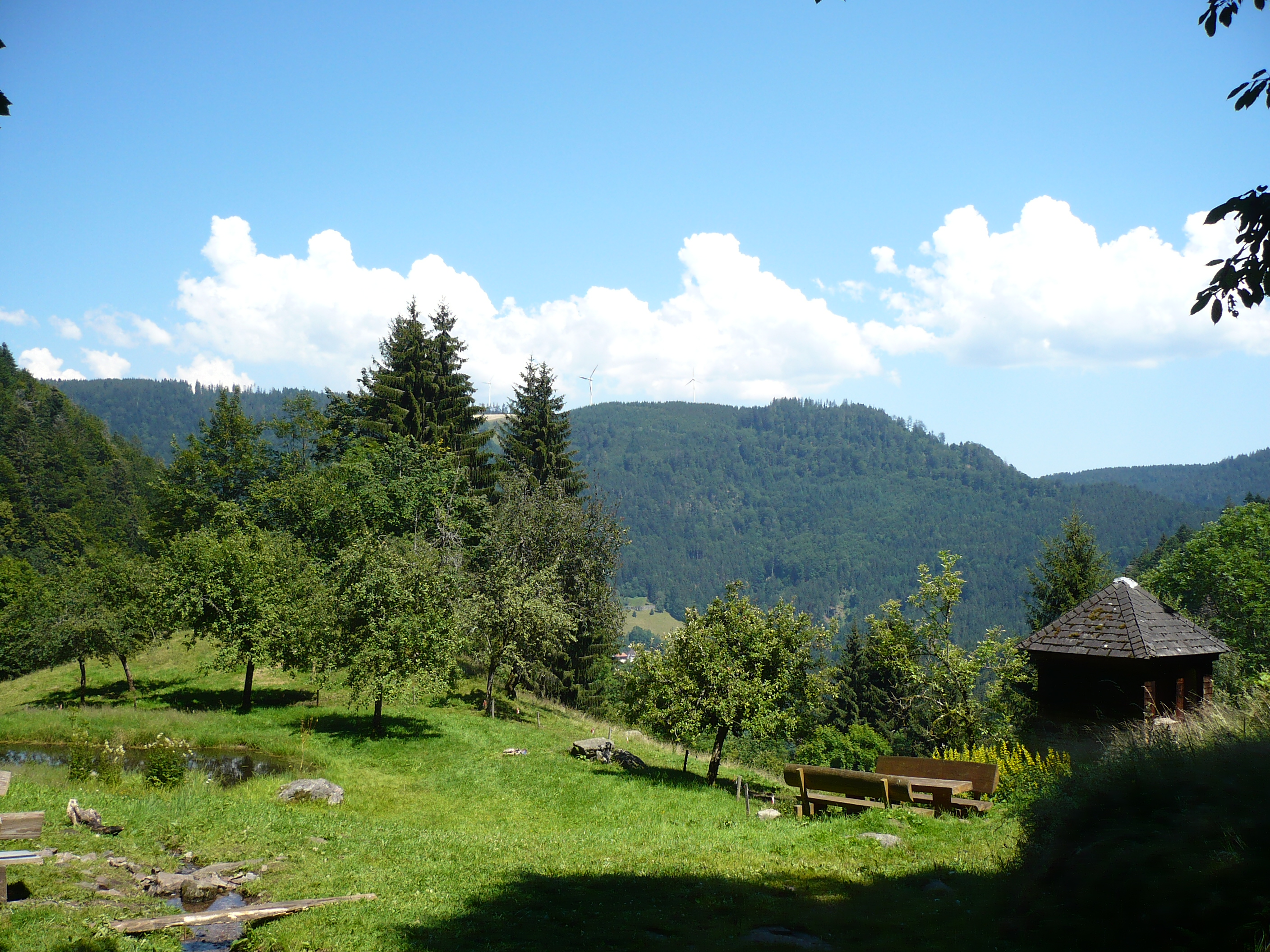
Vesperplatz mit Kapelle unterhalb des Hirschbachfalls

## Tourismus
Die Hirschbachfälle sind nur zu Fuß erreichbar. Der untere Hirschbachfall ist, meist in Verbindung mit den nahe gelegenen Zweribachwasserfällen, Ziel von Wanderungen vom Simonswälder Tal, der Hexenlochmühle oder von St. Märgen aus. Kürzer ist der ausgeschilderte Aufstieg vom Parkplatz bei der Zweribachbrücke aus. Man passiert den Bruggerhof, die einstige Hofstelle des abgebrannten Brunnenhofs (Mauerreste, Kapelle, heute Vesperplatz mit Schutzhütte) und den Wegeabzweig nach rechts zu den Zweribachwasserfällen. Über einen schmalen Felssteig, ein überwachsenes Geröllfeld, sowie mit Seilen und Geländern gesicherte Stege und Treppen gelangt man, auf 600 Meter stetig durch den Bannwald ansteigend, zu den Wasserfällen. Folgt man talaufwärts den Pfaden in Bachnähe (orographisch rechts), erreicht man auch die oberen Fälle im Gschwandersdobel. Die Wasserfälle sind auch von der Hochfläche der Platte aus erreichbar.